# Oorlog in Ingoesjetië
De Oorlog in Ingoesjetië (Russisch: Война в Ингушетии) begon in 2007 als een escalatie van een opstand in Ingoesjetië, die verbonden was met het conflict in Tsjetsjenië. De oorlog in Ingoesjetië wordt door lokale mensenrechtenactivisten en de politieke oppositie beschreven als een burgeroorlog. Volgens anderen gaat het eerder om een opstand. De opstand verzwakte in 2015 en het slachtofferaantal daalde substantieel in de jaren erna.

## Geschiedenis
Naar aanleiding van een reeks aanvallen, waaronder een moordpoging op de toenmalige president Moerat Zjazikov, werd op 26 juli 2007 een grootschalige veiligheidsoperatie gelanceerd in Ingoesjetië. Moskou stuurde 2.500 extra MVD-troepen, waardoor het aantal speciale eenheden in Ingoesjetië bijna verdriedubbeld werd. In de erna volgende dagen werden meerdere veiligheidsofficieren vermoord en verwond. By October 2007, police and security forces in Ingushetia were issued orders to stop informing the media of any "incidents of a terrorist nature." In oktober 2007 werden de Ingoesjetische politie en veiligheidstroepen bevolen om aan de media geen informatie door te spelen over "enige incidenten met terroristische aard".
Magomed Jevlojev, de eigenaar van de zeer overheidskritische website ingushetia.ru, werd in 2008 vermoord in politiehechtenis. Dit zorgde ervoor dat separatisten actiever werden en dat de vijandigheid jegens Russen steeg. De toenmalige president (Zjazikov) bevond zich in het midden van heel dit gebeuren. Als een voormalig KGB-generaal was hij heel onpopulair en werd hij het voorwerp van kritiek door mensenrechtenorganisaties en sommige Russische regeringsleden. Op Musa Medov, de Minister van Binnenlandse Zaken van Ingoesjetië, werd een bomaanslag gepleegd in oktober 2008. Uiteindelijk werd aan Zjazikov gevraagd zijn ontslag te geven. Dmitri Medvedev ondertekende als Russisch president een decreet waardoor Zjazikov uit zijn ambt werd ontheven en vervangen door Joenoes-bek Jevkoerov, die tot heden president is van de republiek. Door de Ingoesjetische oppositie werd dit beschouwd als een overwinning.
Ondanks de machtswissel eindigde het geweld niet. Volgens politiebronnen stierf een vijftigtal mensen (waaronder 27 rebellen, 18 politiemannen en 2 burgers) in de dagelijkse gevechten die plaatsvonden in de eerste drie maanden van 2009. Ondertussen gingen moorden en moordpogingen op hooggeplaatste en belangrijke personen voort. Op 10 juni 2009 werd Aza Gazgireeva neergeschoten. Zij was de adjunct-opperrechter van het Hooggerechtshof van Ingoesjetië. Op 13 juni werd vicepremier Bashir Aoesjev buiten zijn huis neergeschoten. De president Jevkoerov raakte ernstig verwond in een zelfmoordaanslag op 22 juni, en de minister van Bouwwerken Ruslan Armekhanov werd neergeschoten in zijn kantoor in augustus. In oktober 2010 staakte de Ingoesjetische tak van het Kaukasisch Emiraat de moorden op politieagenten. Volgens Jevkoerov werden een vierhonderdtal politieagenten vermoord in de voorgaande vijf jaren van 2010.
Na 2010 nam het geweld in Ingoesjetië af. Deze trend zette voort, met een daling van het slachtofferaantal van 60% tussen 2013 en 2014. Artoer Getagazjev, de leider van de opstand, werd in 2014 door veiligheidstroepen vermoord. Medio 2015 stelde Jevkoerov dat de opstand in de republiek "verslagen" werd. Volgens hem gaven 80 vechters zich over, waarna hen amnestie werd verleend. Het aantal actieve rebellen zou sterk in aantal zijn gedaald. Andere redenen die worden opgeworpen zijn de dood van hooggeplaatste rebellenleiders, de gerichtheid waarmee veiligheidstroepen de infrastructuur waarvan de opstandelingen gebruikmaakten onbruikbaar maakten en de uittocht van de opstandelingen naar andere conflictzones.